# Alexandre Barthe
Alexandre Barthe (Avignone, 5 marzo 1986) è un ex calciatore francese naturalizzato bulgaro, di ruolo difensore.

## Palmarès

### Club

#### Competizioni nazionali
- Campionato bulgaro: 6

Liteks Lovec: 2009-2010, 2010-2011
Ludogorec: 2011-2012, 2012-2013, 2013-2014, 2014-2015
- Coppa di Bulgaria: 3

Liteks Lovec: 2008-2009
Ludogorec: 2011-2012, 2013-2014
- Supercoppa di Bulgaria: 2

Liteks Lovec: 2010
Ludogorec: 2012, 2014